# Umělecké plavání na mistrovství Evropy v plaveckých sportech 2016
Závody v uměleckém (synchronizovaném) plavání na mistrovství Evropy v plaveckých sportech za rok 2016 proběhly v Londýně, Spojené království ve dnech 9. až 22. května 2016.

## Česká stopa
V disciplíně volného sóla startovalo 20 závodnic – Eliška Skácelová (*1994) z TJ Tesla Brno obsadila 16. místo. 
V disciplíně technických sestav dvojic startovalo 17 dvojic – Soňa Bernardová (*1976) a Alžběta Dufková (*1990) obě z TJ Tesla Brno obsadily 7. místo. V disciplíně volných sestav dvojic startovalo 15 dvojic – Soňa Bernardová (*1976) a Alžběta Dufková (*1990) obě z TJ Tesla Brno obsadily 7. místo.

## Výsledky

### Individuální disciplíny
| Ženy                   | Zlato                     | Zlato   | Stříbro               | Stříbro | Bronz                  | Bronz   |
| ---------------------- | ------------------------- | ------- | --------------------- | ------- | ---------------------- | ------- |
| Tech. sestava sólistek | Svetlana Romašinová (RUS) | 93,8865 | Anna Vološynová (UKR) | 90,7289 | Linda Cerrutiová (ITA) | 87,1493 |
| Volná sestava sólistek | Natalija Iščenková (RUS)  | 96,4000 | Anna Vološynová (UKR) | 93,4000 | Linda Cerrutiová (ITA) | 89,4333 |

### Týmové disciplíny
| Ženy                                               | Zlato | Zlato   | Stříbro | Stříbro | Bronz | Bronz   |
| -------------------------------------------------- | --- | ------- | --- | ------- | --- | ------- |
| Tech. sestava dvojic                               | Rusko (RUS) (Natalija Iščenková, Svetlana Romašinová) | 95,1900 | Ukrajina (UKR) (Lolita Ananasovová, Anna Vološynová) | 91,7249 | Itálie (ITA) (Linda Cerrutiová, Costanza Ferrová) | 88,3564 |
| Volna sestava dvojic                               | Rusko (RUS) (Natalija Iščenková, Svetlana Romašinová) | 96,9000 | Ukrajina (UKR) (Lolita Ananasovová, Anna Vološynová) | 93,3333 | Itálie (ITA) (Linda Cerrutiová, Costanza Ferrová) | 91,2667 |
| Tech. sestava až osmičlenného týmu                 | Rusko (RUS) (Svetlana Kolesničenková, Alexandra Packevičová, Alla Šiškinová, Marija Šuročkinová, Vlada Čigirjovová, Gelena Topilinová, Jelena Prokofjevová, Marina Goljadkinová)                                       | 94,0994 | Ukrajina (UKR) (Lolita Ananasovová, Anna Vološynová, Darija Jušková, Olena Hrečychinová, Anastasija Savčuková, Ksenija Sydorenková, Oleksandra Sabadová, Kateryna Sadurská)                                        | 92,0844 | Itálie (ITA) (Elisa Bozzová, Beatrice Callegariová, Camilla Cattaneová, Francesca Deiddová, Mariangela Perrupatová, Sara Sgarziová, Costanza Ferrová, Manila Flaminiová)                                   | 88,9053 |
| Volná sestava až osmičlenného týmu                 | Ukrajina (UKR) (Lolita Ananasovová, Anna Vološynová, Darija Jušková, Olena Hrečychinová, Anastasija Savčuková, Ksenija Sydorenková, Oleksandra Sabadová, Kateryna Sadurská)                                            | 94,0000 | Itálie (ITA) (Elisa Bozzová, Beatrice Callegariová, Camilla Cattaneová, Linda Cerrutiová, Francesca Deiddová, Manila Flaminiová, Mariangela Perrupatová, Sara Sgarziová)                                           | 91,2333 | Španělsko (ESP) (Cristina Salvadorová, Helena Jaumová, Meritxell Masová, Clara Camachová, Carmen Juárezová, Alba Cabellová, Cecilia Jiménezová, Paula Ramírezová)                                          | 89,6667 |
| Kombinovaná sestava až desetičlenného týmu (KOMBO) | Rusko (RUS) (Svetlana Kolesničenková, Darina Valitovová, Alexandra Packevičová, Alla Šiškinová, Marija Šuročkinová, Vlada Čigirjovová, Gelena Topilinová, Jelena Prokofjevová, Lilija Nizamovová, Marina Goljadkinová) | 96,5000 | Ukrajina (UKR) (Lolita Ananasovová, Anna Vološynová, Darija Jušková, Olena Hrečychinová, Olha Zolotarovová, Kateryna Rezniková, Anastasija Savčuková, Ksenija Sydorenková, Oleksandra Sabadová, Kateryna Sadurská) | 93,4333 | Itálie (ITA) (Elisa Bozzová, Beatrice Callegariová, Camilla Cattaneová, Linda Cerrutiová, Francesca Deiddová, Costanza Ferrová, Manila Flaminiová, Mariangela Perrupatová, Sara Sgarziová, Gemma Galliová) | 90,9333 |
| Mix                                                | Zlato | Zlato   | Stříbro | Stříbro | Bronz | Bronz   |
| Tech. sestava smíšených dvojic                     | Rusko (RUS) (Alexandr Malcev, Michaela Kalančová) | 89,0902 | Itálie (ITA) (Giorgio Minisini, Manila Flaminiová) | 86,1772 | Španělsko (ESP) (Pau Ribes, Berta Ferrerasová) | 82,0645 |
| Volná sestava smíšených dvojic                     | Rusko (RUS) (Alexandr Malcev, Michaela Kalančová) | 90,4667 | Itálie (ITA) (Giorgio Minisini, Mariangela Perrupatová) | 87,4667 | Španělsko (ESP) (Pau Ribes, Berta Ferrerasová) | 86,5667 |

## Medailová bilance
V uměleckém plavání se rozdělilo celkem 9 sad medailí.
| Pořadí | Stát            |       | Muži    | Muži  | Muži  |         | Ženy  | Ženy  | Ženy    |       | Mix   | Mix     | Mix   |  | Muži + Ženy + Mix | Muži + Ženy + Mix | Muži + Ženy + Mix | Celkem |
| Pořadí | Stát            | Zlato | Stříbro | Bronz | Zlato | Stříbro | Bronz | Zlato | Stříbro | Bronz | Zlato | Stříbro | Bronz |  |                   |                   |                   | Celkem |
| ------ | --------------- | ----- | ------- | ----- | ----- | ------- | ----- | ----- | ------- | ----- | ----- | ------- | ----- |  | ----------------- | ----------------- | ----------------- | ------ |
| 1.     | Rusko (RUS)     |       | 0       | 0     | 0     |         | 6     | 0     | 0       |       | 2     | 0       | 0     |  | 8                 | 0                 | 0                 | 8      |
| 2.     | Ukrajina (UKR)  |       | 0       | 0     | 0     |         | 1     | 6     | 0       |       | 0     | 0       | 0     |  | 1                 | 6                 | 0                 | 7      |
| 3.     | Itálie (ITA)    |       | 0       | 0     | 0     |         | 0     | 1     | 6       |       | 0     | 2       | 0     |  | 0                 | 3                 | 6                 | 9      |
| 4.     | Španělsko (ESP) |       | 0       | 0     | 0     |         | 0     | 0     | 1       |       | 0     | 0       | 2     |  | 0                 | 0                 | 3                 | 3      |
| Celkem | Celkem          |       | 0       | 0     | 0     |         | 7     | 7     | 7       |       | 2     | 2       | 2     |  | 9                 | 9                 | 9                 | 27     |